# Rock Star (한나 몬타나의 노래)
Rock Star는 한나 몬타나의 노래이다. Hannah Montana 2의 마지막 싱글이며, 한나 몬타나 & 마일리 사이러스: 베스트 오브 보스 월드 콘서트에서 첫 번째로 부르는 노래이기도 하다.
라디오 디즈니에선 2008년 21세기 최고의 노래라고 발표 된적 있다.

## 뮤직비디오
Best of Both Worlds Tour에서 마일리 사이러스가 공연한 것이 뮤직비디오이다.

## 차트
| 차트 (2008)        | 순위 |
| ------------------ | ---- |
| 캐나디안 핫 100    | 80   |
| U.S. 빌보드 핫 100 | 81   |
| U.S. 빌보드 팝 100 | 53   |